# Aplastodiscus cochranae
Aplastodiscus cochranae är en groddjursart som först beskrevs av Mertens 1952.  Aplastodiscus cochranae ingår i släktet Aplastodiscus och familjen lövgrodor. IUCN kategoriserar arten globalt som livskraftig. Inga underarter finns listade i Catalogue of Life.